# Villon (Yonne)
Villon település Franciaországban, Yonne megyében. Lakosainak száma 111 fő (2022. január 1.). Villon Arthonnay, Cruzy-le-Châtel és Rugny községekkel határos.

## Népesség
A település népessége az elmúlt években az alábbi módon változott:
| Lakosok száma | 96   | 107  | 112  | 110  | 109  | 109  | 108  | 108  | 111  |
|               | 2013 | 2015 | 2016 | 2017 | 2018 | 2019 | 2020 | 2021 | 2022 |